# Itchycoo Park
Itchycoo Park é um coletânea da banda de rock britânica Small Faces lançada em 1999 pela Sanctuary Records.

## Faixas
1. "Lazy Sunday"
2. "Itchycoo Park"
3. "Here Come the Nice"
4. "Rene"
5. "Tell Me Have You Ever Seen Me"
6. "My Way of Giving"
7. "Get Yourself Together"
8. "Wham Bam Thank You Mam"
9. "The Universal"
10. "Rollin' Over"
11. "Song of a Baker"
12. "Donkey Rides a Penny a Glass"
13. "Happydaystoytown"
14. "Tin Soldier"
15. "Afterglow of Your Love"